# Centrum Badań Molekularnych i Makromolekularnych Polskiej Akademii Nauk
Centrum Badań Molekularnych i Makromolekularnych PAN (CBMiM PAN) – instytut naukowy Polskiej Akademii Nauk z siedzibą w  Łodzi, w którym prowadzi się badania z zakresu chemii organicznej, chemii i fizyki polimerów, spektroskopii NMR i masowej oraz biochemii i biologii molekularnej.
Instytut zatrudnia około 180 osób, z których 150 jest zatrudnionych bezpośrednio przy prowadzeniu badań naukowych, 11 z nich posiada tytuł naukowy profesora, 23 posiada stopień doktora habilitowanego, 42 stopień doktora, a pozostali to doktoranci i laboranci. Instytut jest też wspierany przez zmienną liczbę studentów-wolontariuszy, którzy odbywają w nim staże naukowe i wykonują fragmenty swoich prac magisterskich, prowadzonych we współpracy z uczelniami wyższymi.

## Profil naukowy
Statutowym zadaniem CBMiM PAN jest prowadzenie podstawowych badań naukowych z zakresu chemii i fizyki molekularnej. Oprócz badań podstawowych w instytucie tym prowadzi się także szereg badań w kooperacji z polskim i międzynarodowym przemysłem oraz działalność konsultacyjno-usługową, polegającą na wydawania rozmaitych porad, ekspertyz oraz wykonywania analiz chemicznych i fizycznych, z użyciem aparatury będącej w posiadaniu Centrum. CBMiM PAN posiada też niewielką halę produkcyjną, w której wykonuje się syntezy związków chemicznych na zamówienie w skali ćwierć- i półprzemysłowej.
Badania podstawowe prowadzone w Centrum obejmują problemy z dziedzin:
- chemii organicznej – nowe metody stereoselektywnej syntezy złożonych związków organicznych, zawierających heteroatomy takie jak fosfor, siarka i krzem
- chemii bioorganicznej – techniki sterokontrolowanej syntezy modyfikowanych oligonukleotydów i ich zastosowanie w bioinżynierii białek
- chemii i fizyki polimerów – rozwijanie nowych metod syntezy polimerów i ich zastosowań biomateriałowych, elektronicznych i konstrukcyjnych
- spektroskopii mas – rozwijanie nowych metod analizy polimerów syntetycznych i naturalnych
- spektroskopii NMR w ciele stałym.

Instytut posiada prawo przyznawania stopnia doktora i doktora habilitowanego nauk chemicznych.
Pracownicy instytutu publikują ok. 100–130 publikacji rocznie, głównie w czasopismach o wysokim wskaźniku cytowań oraz ok. 10–15 patentów zagranicznych.
W rankingu Komitetu Badań Naukowych wydziałów i instytutów naukowych zajmujących się chemią, CBMiM znajdowało się na 3 pozycji w roku 1998, 6 w roku 2001 i 4 w roku 2005.

## Historia instytutu
Centrum Badań Molekularnych i Makromolekularnych powstało w 1972, w gmachu dawnego Prywatnego Gimnazjum Męskim Aleksego Zimowskiego w Łodzi. Utworzono je na bazie dwóch grup badawczych kierowanych przez członków Polskiej Akademii Nauk: prof. Jana Michalskiego (chemia związków heteroorganicznych) oraz prof. Mariana Kryszewskiego (fizyka polimerów). Prof. Jan Michalski, aż do emerytury (1991) był długoletnim dyrektorem Centrum. jego następcą został prof. Marian Mikołajczyk, który sprawował swoją funkcję do końca 2007 roku. W latach 2008–2015 dyrektorem był prof. Stanisław Słomkowski, a w latach 2016–2023 prof. Marek Potrzebowski. W 2024 r. funkcję tę objął prof. Arkadiusz Chworoś.